# 肥城郡
肥城郡，是中國北周時設置的一個郡。

## 沿革
周武帝建德七年（578年），分濟州濟北郡肥城、蛇丘二縣置肥城郡，治肥城（今山東省肥城市），仍屬濟州。尋廢，又復。
隋文帝開皇三年（583年），廢肥城郡，蛇丘縣併入肥城縣，直屬濟州。